# スルーシュ
スルーシュ(Sloosh)は、アメリカ合衆国の南北戦争中、特にアメリカ連合国の兵士の間で人気のあったコーンブレッドである。南北戦争が専門の歴史家であるシェルビー・フットは、コーンミールとベーコンの油を混ぜて生地を作り、小銃の槊杖の周りに巻き付け、キャンプファイヤーで調理したと記載した。